# Get It on the Floor
«Get It on the Floor» — сингл американського хіп-хоп виконавця DMX, випущений 30 грудня 2003 року як другий сингл з його п'ятого альбому Grand Champ. Продюсером пісні виступив Swizz Beatz.
Пісня посіла 57 місце в чарті Billboard Hot R&B/Hip-Hop Songs, 43 місце в німецькому чарті синглів і 34 місце в британському чарті синглів.

## Список композицій

### У США
1. «Get It on the Floor» (Radio)
2. «Get It on the Floor» (Album Version)
3. «Get It on the Floor» (Instrumental)
4. «We Bout to Blow» (Radio)
5. «We Bout to Blow» (Album Version)
6. «We Bout to Blow» (Instrumental)

### У Великобританії
1. «Get It on the Floor» (Album Version)
2. «Stop Being Greedy» (Album Version)
3. «We Right Here» (Album Version)
4. «Get It on the Floor» (Video)
5. «We Right Here» (Video)